# 小行星9953
小行星9953（英語：9953）是一颗围绕太阳公转的小行星。1991年3月7日，上田清二、金田宏在钏路市发现了此天体。
这颗小行星的绝对星等为210.8517723501824等。